# Reserva Natural de Paraspõllu
A Reserva Natural de Paraspõllu é uma reserva natural localizada no condado de Harju, na Estónia.
A área da reserva natural é de 479 hectares.
A área protegida foi fundada em 1999 para proteger tipos de habitat valiosos e espécies ameaçadas na aldeia de Suursoo (freguesia de Rae) e nas aldeias de Igavere e Pikavere (ambas na antiga freguesia de Raasiku).